# Koldioxidinfångning

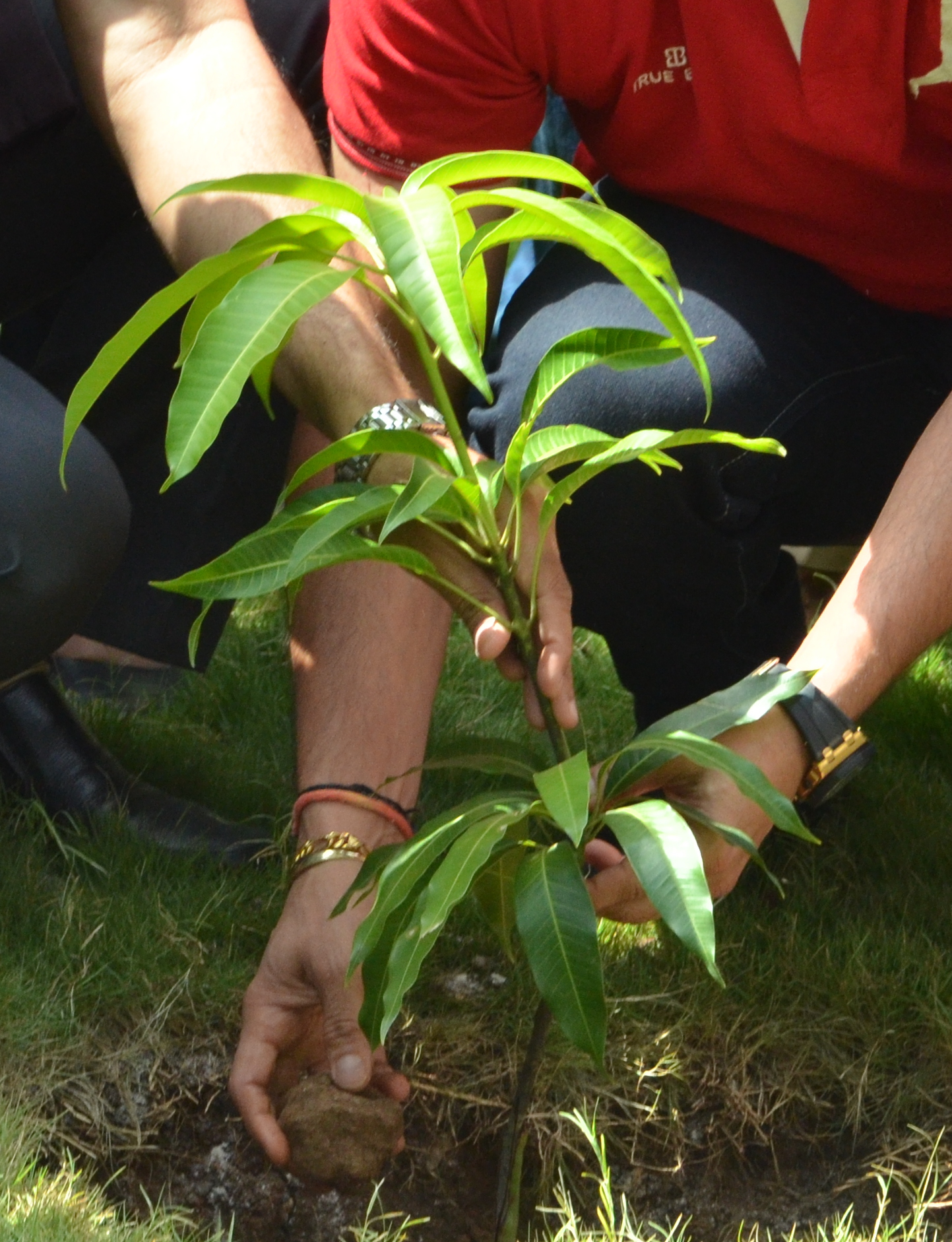
Trädplantering är en koldioxidinfångningsmetod.

Koldioxidinfångning (carbon dioxide removal, CDR), även känt som växthusgasinfångning (greenhouse gas removal, GHG) och negativa utsläppstekniker (negative emission technologies, NETs), är en process där koldioxidgas avlägsnas från atmosfären (när termerna GHG eller NET används kan även andra växthusgaser avses). CDR-metoder innefattar skogsplantering, jordbruksmetoder som binder kol i mark, påskyndad vittring, havsgödsling, bioenergi med kolinfångning och lagring (bio-energy with carbon capture and storage, BECCS) och direkt luftinfångning (direct air capture, DAC).  
CDR diskuteras i relation till de kompletterande åtgärder som tillåts för att Sverige ska nå netto-noll utsläpp senast 2045.